# Retimnon
Retimnon (grško Ρέθυμνο, Réthimno) je mesto v Grčiji na otoku Kreta. Je glavno mesto regije Retimnon in ima več kot 34.000 prebivalcev (skoraj 39.000 na regijski ravni).
Retimnon je bil prvotno zgrajen v času minojske civilizacije (starodavna Rhitimna in Arsinoe). Mesto je bilo dovolj ugledno, da je kovalo lastne kovance. Eden od teh kovancev je danes upodobljen kot grb mesta z dvemi delfini v krogu.

## Zgodovina
Celotna regija je bogata s starodavno zgodovino, predvsem z minojsko civilizacijo s središčem v Knososu vzhodno od Retimna. Sam Retimnon je začel rasti, ko so se beneški osvajalci otoka odločili postaviti vmesno postajo med Heraklionom in Hanijo ter s tem pridobili lastnega škofa in plemstvo. Današnje staro mestno jedro (palia poli) je skoraj v celoti zgradila Beneška republika. Je eno najbolje ohranjenih starih mest na Kreti.
Od okoli leta 1250 je bilo mesto sedež latinske škofije Retimo, ki se je po prevzemu škofije Ario leta 1551 preimenovala v Retimo-Ario. Škofija je bila ukinjena po turški osvojitvi.
Mesto še vedno ohranja svoj stari aristokratski videz s svojimi stavbami iz 16. stoletja, obokanimi vrati, kamnitimi stopnišči, bizantinskimi in helensko-rimskimi ostanki, majhnim beneškim pristaniščem in ozkimi ulicami. V Beneški loži je informacijska pisarna Ministrstva za kulturo in šport. Tam vsako leto v začetku julija poteka festival vina. Drug festival, v spomin na uničenje samostana Arkadi, poteka 7. in 8. novembra.
Mestna citadela iz beneškega obdobja, utrdba Retimnon, je eden najbolje ohranjenih gradov na Kreti. Drugi spomeniki vključujejo mošejo Neradje (mestno umetniško središče Odeon), Velika vrata (Μεγάλη Πόρτα ali 'Porta Guora'), trg Rimondi in Loggio.
Mesto je leta 1646 med kretsko vojno (1645–69) zavzelo Osmansko cesarstvo in mu nato vladalo skoraj tri stoletja. Mesto je bilo središče sandžaka (upravnega dela province) med osmansko vladavino.
Med bitko za Kreto (20.–30. maj 1941) je med nemškimi padalci ter drugo avstralsko kraljevo silo ter grško vojsko potekala bitka za Retimnon. Nemci so v bitki zmagali, potem ko so prejeli okrepitve iz Malemeja na severozahodnem delu otoka.
Danes je glavni dohodek mesta turizem, v zadnjih 20 letih je bilo zgrajenih veliko novih objektov. Pomembno je tudi kmetijstvo, predvsem za oljčno olje in druge sredozemske proizvode.

## Geografija
Retimnon leži med dvema drugima večjima mestoma na Kreti, 60 kilometrov zahodno od Irakliona in 45 kilometrov vzhodno od Hanije. Urbano območje Retimna se razteza 5,5 kilometrov v orientaciji vzhod-zahod vzdolž severne obale otoka ob Kretskem morju, ki je del Egejskega in Sredozemskega morja. Središče in zgodovinsko jedro mesta ležita na skalnatem polotoku, zaliv na vzhodu pa je omogočil gradnjo pristanišča.
Od obale se zaprti objekt v bližini mestnega središča razteza le do 1,5 kilometra proti jugu. Občinsko območje pa sega do 13 kilometrov v notranjost otoka. Od skrajne južne točke občine v bližini 1310 metrov visoke gore Krioneritis (Κρυονερίτης) do južne obale Krete na plaži Koraka blizu Rodakina (Ροδάκινο) je približno pet kilometrov.
Na zemljepisni dolžini Retimna otoške gorske verige niso tako izrazite v višini kot gore Ida (Psiloritis) na vzhodni meji regionalnega okrožja ali Bele gore (Lefka Ori) na zahodu, v regionalnem okrožju Hanija. Več cestnih prelazov vodi od Retimna do južne obale, skozi sotesko Kourtaliotiko ali sotesko Kotsifou do Plakiasa, glavnega mesta občine Finikas v občini Agios Vasilios in preko Spilija skozi občino Lambi do Agia Galini v zalivu Mesara (Όρμος Μεσαράς) Libijskega morja.
Pogosto močni severni ali južni vetrovi igrajo pomembno vlogo v zmernem sredozemskem podnebju Retimna. Povprečne temperature v mestu so okoli 14 °C pozimi in 29 °C poleti. Vročemu poletju sledi deževna jesen. Deževni meseci trajajo od oktobra do konca marca.

### Občina
Občina Retimnon je bila ustanovljena z reformo lokalne uprave leta 2011 z združitvijo naslednjih 4 nekdanjih občin, ki so postale občinske enote:
- Arkadij
- Lapa
- Nikiforos Fokas
- Retimnon

## Kultura
V Retimnonu so med znamenitostmi stavbe iz beneškega in osmanskega obdobja. Edino starodavno arheološko najdišče, odprto za obiskovalce, je pokopališče z okoli 200 v skalo vklesanimi grobovi iz poznega minojskega obdobja v Armeniju, kjer so ljudje živeli med okoli 1390 in 1190 pr. n. št. in bili tam pokopani. Grobovi, večinoma družinski grobovi, so vsi obrnjeni proti vzhodu, verjetno proti svetišču na vrhu Vrisinasa, najvišje gore v skupnosti. Najpomembnejše najdbe s tega mesta izkopavanja so v arheoloških muzejih v Haniji in Heraklionu.
Lov na zaklad v Retimnu je igra, ki jo igrajo domačini in se odvija dva tedna pred karnevalom.

### Muzeji
Retimnon je dom naslednjih muzejev:
- Arheološki muzej Retimnon, ustanovljen leta 1887, je od leta 1991 nastanjen v peterokotni stavbi nekdanjega zapora pred glavnim vzhodnim vhodom v Fortezzo (utrdbo), ki je bila zgrajena pod osmansko oblastjo kot utrdba za zaščito vhoda v trdnjavo. V glavnem prikazuje najdbe iz regije Retimnon od neolitika do klasičnega obdobja (na primer iz Gerani ali Armeni). Izjemni kosi zbirke so glineni sarkofagi (larnaks), poslikani s tipičnimi poznominojskimi motivi iz izkopanin na mestu poznominojskega grobišča v Armeniju.
- Zgodovinski in folklorni muzej je bil ustanovljen leta 1973. Od leta 1995 je v spomeniško zaščiteni beneški stavbi iz 17. stoletja na ulici Vernardou 28–30. Na ogled so tekstil, tkalska orodja, vezenine, čipke, keramika, košare, kovinski predmeti, kovanci, tradicionalne noše in zgodovinske relikvije.
- Pomorski muzej je v opatiji v starem mestu Retimnon in prikazuje zbirke mehkužcev, spužev, rib in nekaj fosilov.
- Cerkveni muzej, ustanovljen leta 1994, je na trgu Mitropoli pri stolnici v Retimnu. Razstavljeni so cerkveni predmeti iz obdobja od leta 1816 do danes, kot so mašno posodje, ikone in cerkveni zvonovi. Ogleda si lahko tudi stolpno uro zvonika, ki je deloval od leta 1894 do 1986.
- Mestna galerija L. Kanakakis
- Zbirka Frantzeskaki
- Muzej morskega življenja

### Verske stavbe
Številne verske stavbe v Retimnu so bile enkrat ali celo večkrat ponovno posvečene. Nekatere katoliške cerkve, zgrajene v beneškem času, so pod osmansko oblastjo postale mošeje (gr./tr. tzamí τζαμί), po odhodu Turkov pa so mošeje postale pravoslavne cerkve. V večini primerov so bile izvedene ustrezne strukturne spremembe. V mestni pokrajini Retimna je še vedno pet stavb, ki so bile delno ohranjene kot mošeje, od katerih se nobena ne uporablja za islamske službe. Risba francoskega popotnika Josepha Pittona de Tourneforta iz leta 1700 prikazuje mesto z množico minaretov.

#### Cerkve
Tesaron Martiron
Cerkev Tessaron Martyron (Ναός Τεσσάρων Μαρτύρων) je posvečena štirim novim mučenikom, ki so jih leta 1824 usmrtili Osmani, Angelisu, Manuelu, Juriju in Nikolaju, od katerih so trije pokopani tukaj. Ostanki četrtega so v Sankt Peterburgu. Cerkev, ki je bila slovesno odprta 28. decembra 1975 in je imela dve predhodni stavbi iz let 1905 in 1947, velja za spomenik upora proti osmanski oblasti.
Agios Antonios
Cerkev sv. Antona Padovanskega v starem mestnem jedru je bila zgrajena leta 1897 za rimskokatoliško skupnost v Retimnonu in se še danes uporablja za maše. Na pročelju neoklasicistične stavbe dominira veliko obokano okno nad portalom.
San Francesco
Cerkev svetega Frančiška Asiškega, ki so jo začeli graditi leta 1453, je bila del frančiškanskega samostana. Enoladijsko prvotno leseno krito sobo so Turki leta 1796 preuredili v imaret (revna hiša) in je v zadnjem času namenjena kulturnim prireditvam. Od prenove leta 1996 stavba služi kot Bizantinski muzej občine Retimnon. Veličasten renesančni portal na severni strani je iz beneškega obdobja. Na mestu samostana je bila leta 1796 zgrajena turška dekliška šola, ki je leta 1890 dobila novo šolsko poslopje, v katerem je danes občinska osnovna šola.

#### Mošeje
Mošeja Kara Mousa Paša
Mošejo Kara Musa Paše iz 17. stoletja na vzhodnem koncu ulice Arkadiou prenavljajo od leta 2006. V beneškem času je bil samostan, posvečen sveti Barbari. Mošeja je dobila ime po Kara Mustafa paši, velikem vezirju sultana Ibrahima in poveljniku osmanskih čet med osvojitvijo mesta Retimo leta 1646. Okoli mošeje si lahko ogledate turške grobne stebre, tako imenovane mezarije. V delih stavbe so zdaj delavnice bizantinskega oddelka Urada za arheologijo.
Mošeja Neraces
Največja ohranjena mošeja, ki je že od daleč obvladovala mestno pokrajino, je mošeja Neraces (po Paşa Nerace) ali mošeja Gazi Husein s svojim vitkim 34,5-metrskim minaretom in tremi kupolami. Danes služi mestu kot stavba za javne prireditve (Odeon). Prvotno beneška samostanska cerkev Santa Maria menihov avguštincev iz 16. stoletja je bila leta 1657 spremenjena v mošejo, sedanji minaret pa je bil dozidan šele leta 1890.
Mošeja sultana Ibrahima
Od leta 1646 naprej so Osmani zgradili mošejo sultana Ibrahima znotraj Fortezze na ruševinah beneške škofovske cerkve San Nicolo (posvečene svetemu Nikolaju). Kupolasto poslopje, ki je še danes ohranjeno, je bilo prenovljeno v začetku 21. stoletja. Od mošeje je ostal le podstavek minareta na zahodni strani. Kupola, ki je na notranji strani ometana, omogoča dober pogled na kamnito konstrukcijo kupole.
Mošeja sultanije Valide
Ostanki mošeje sultanije Valide, poimenovane po sultanovi materi Kösem Mahpejker, so v celoti obdani s stanovanjskimi stavbami. Poligonalni minaret v zgornjem nadstropju - le nekaj metrov od Megali Porta - oblikuje podobo južnega starega mestnega jedra.
Mošeja Veli Paša
Zunaj nekdanjega beneškega mestnega obzidja, severno od parkirišča pri mestni hiši, je strukturno dobro ohranjena mošeja Veli paša, vključno z minaretom. Stavba, okronana z devetimi kupolami, je zdaj dom Urada za bizantinsko umetnost.

## Galerija
- Panorama mesta
- Vodnjak Rimondi
- Beneška loža
- Velika vrata (Megali Pyli), stara mestna vrata
- Pogled na staro mestno jedro
- Mošeja sultana Ibrahima
- Katoliška cerkev Agios Antonios
- Kip Eleftheriosa Venizelosa